# Romolo Catasta
Romolo Catasta (født 26. marts 1923, død 26. marts 1985) var en italiensk roer.
Catasta var med ved EM i roning i 1947, hvor han endte på en fjerdeplads i singlesculler.
Han deltog også i OL 1948 i London, hvor han vandt sit indledende heat og sin semifinale. I finalen kunne han dog ikke følge med australieren Mervyn Wood og uruguayaneren Eduardo Risso, der vandt henholdsvis guld og sølv, men sikrede sig bronze, idet kun disse tre roede i finalen.

## OL-medaljer
- 1948:  Bronze i singlesculler